# Французька колонізація Америки
Французька колонізація Америки розпочалась у XVI ст. і тривала до XVIII ст. , коли Франція будує колоніальну імперію у Західному Гемпширі. Франція заснувала колонії на сході Північної Америки, на декількох Карибських островах та у Південній Америці. Більшість колоній розвивали для експорту риби, цукру та хутра. За цей період колонізації французи засновують багато міст, серед яких Квебек та Монреаль в Канаді; Батон-Руж, Детройт, Мобіл, Новий Орлеан і Сент-Луїс в США, Порт-о-Пренс і Кап-Аїтьєн на Гаїті.

## Північна Америка
Французи вперше ступили на землі Нового світу як дослідники, шукачі маршруту до Тихого океану та достатку. Найбільш значні дослідження французів в Північній Америці відбулися під час правління короля Франції Франциска І . У 1524 році Франциск відправив італійця Джованні да Верраццано знайти шлях до Тихого океану в районі між Флоридою та Ньюфаундлендом. Землям поміж Новою Іспанією та англійським Ньюфаундлендом Верраццано дав назви Франческа та Нова Галлія, таким чином промоціюючи Францію.
Згодом, у 1534 році Франциск відправив Жака Картьє в першу з трьох подорожей досліджувати узбережжя Ньюфаундленда та ріку Св. Лаврентія. Потім французи мали невдалі спроби заснувати декілька колоній вздовж узбережжя Північної Америки, які провалилися через погодні умови, хвороби або конфлікт з іншими європейськими колоністами. Картьє пробував заснувати перше постійне європейське поселення в північній Америці в Кап-Руж (місто Квебек) у 1541 році, але всі 400 поселенців наступного року залишили поселення через погану погоду і напади корінного населення. Невелика група вояків, яка залишилась у Південній Кароліні на острові Парріс, у 1562 році заснувала Шарльсфорт (Charlesfort), але наступного року була змушена покинути його у зв'язку з припиненням постачання харчів з Франції. Форт Кароліна, заснований у 1564 році на місці, де сьогодні знаходиться місто Джексонвілл в штаті Флорида, проіснував лише один рік та був знищений іспанцями з Сент-Августина. Незабаром провалилась і спроба розміщувати засуджених на острові Сейбл в Новій Шотландії. У 1599 році в поселенні Тадуссак (тепер це Квебек) заснували торговий пост, але першу зиму пережили лише п'ятеро з шістнадцяти осіб. У 1604 році острів Сент-Круа в Акаді був місцем для ще однієї французької колонії, яка дуже сильно постраждала від хвороби, мабуть, цинги. Наступного року поселення перевезли в Порт Рояль. У 1685 році в Техасі французи заснували Форт Сент-Луїс, але до 1688 року його покинули.
Франція втратила Нову Францію на користь британців під час шістьох колоніальних воєн. Найбільше поселення Сан-Домінго французи заснували на острові Еспаньйола у 1664 році. «Перлина Антильських островів», Сан-Домінго було найбагатшою колонією в Карибському морі до повстання рабів у 1791, коли розпочалась Гаїтянська революція, що призвела до звільнення рабів колонії у 1794 році, а згодом до здобуття цілковитої незалежності для своєї країни, яка змінила назву на Гаїті. Недовго Франція також керувала східною частиною острова, який сьогодні займає Домініканська Республіка.

Карта Північної Америки (1750 р.) — Британія (рожевий), Франція (блакитний), Іспанія (помаранчевий)

Впродовж XVII–XVIII ст. Франція керувала більшою частиною Малих Антильських островів: Домініка, Гренада, Гваделупа, Марі Галант, Мартиніка, Сен-Бартелемі, Санта-Крус (Віргінські острови), Сент-Кіттс, Сент-Люсія, Сен-Мартен, Сен-Вінсент і Тобаго. За контроль над цими островами часто змагалися Франція, Британія та Голландія; у випадку Сен-Мартен, острів був розділений на двоє — ситуація, що збереглася і донині. Велика Британія відібрала деякі з французьких островів під час Семилітньої(французько-індіанської) та Наполеонівських воєн. Франції вдалося зберегти контроль над таким островами як Гваделупа, Мартиніка, Марі Галант, Сен-Бартелемі і частиною острова Сен-Мартен, які досі залишаються частиною Франції. Гваделупа (включно з Марі-Галант та островами неподалік) і Мартиніка — це заморські департаменти Франції, а Сен-Бартелемі і Сен-Мартен з 2007 року стали заморськими община Франції.

## Південна Америка
З 1555 до 1567 року французькі гугеноти під командуванням віце-адмірала Ніколаса Дюранда де Вілеганона пробували заснувати колонію Антарктичну Францію (сучасна Бразилія), але її знищили португальці. Ще одну невдалу спробу французи робили з 1612 до 1615, де сьогодні знаходиться Сан-Луїс (Бразилія).

Французька Гвіана в Південній Америці.

У Французькій Гвіані вперше французи оселились у 1604 році, попри те, що попередні поселення вони були змушені покинути у зв'язку з ворожістю американських індіанців і тропічними хворобами. У 1643 заснували поселення Каєнна, але згодом покинули; знову відновили у 1660-х. Гвіана постійно була під владою Франції, за винятком коротких захоплень англійцями та голландцями у XVII ст. та португальцями у XIX ст. з 1851 до 1951 це було місце горезвісної виправної колонії Острів Диявола (Île du Diable). З 1946 року Французька Гвіана стала заморським департаментом Франції.
У 1860 році французький адвокат і авантюрист Орелі-Антуан де Тунан проголосив себе королем Арауканії і Патагонії. Його проголошення не підтримали сусідні країни, зокрема, Чилі та Аргентина, які взяли контроль над територією на себе, трактуючи його як божевільного.